# Peoria (Volk)

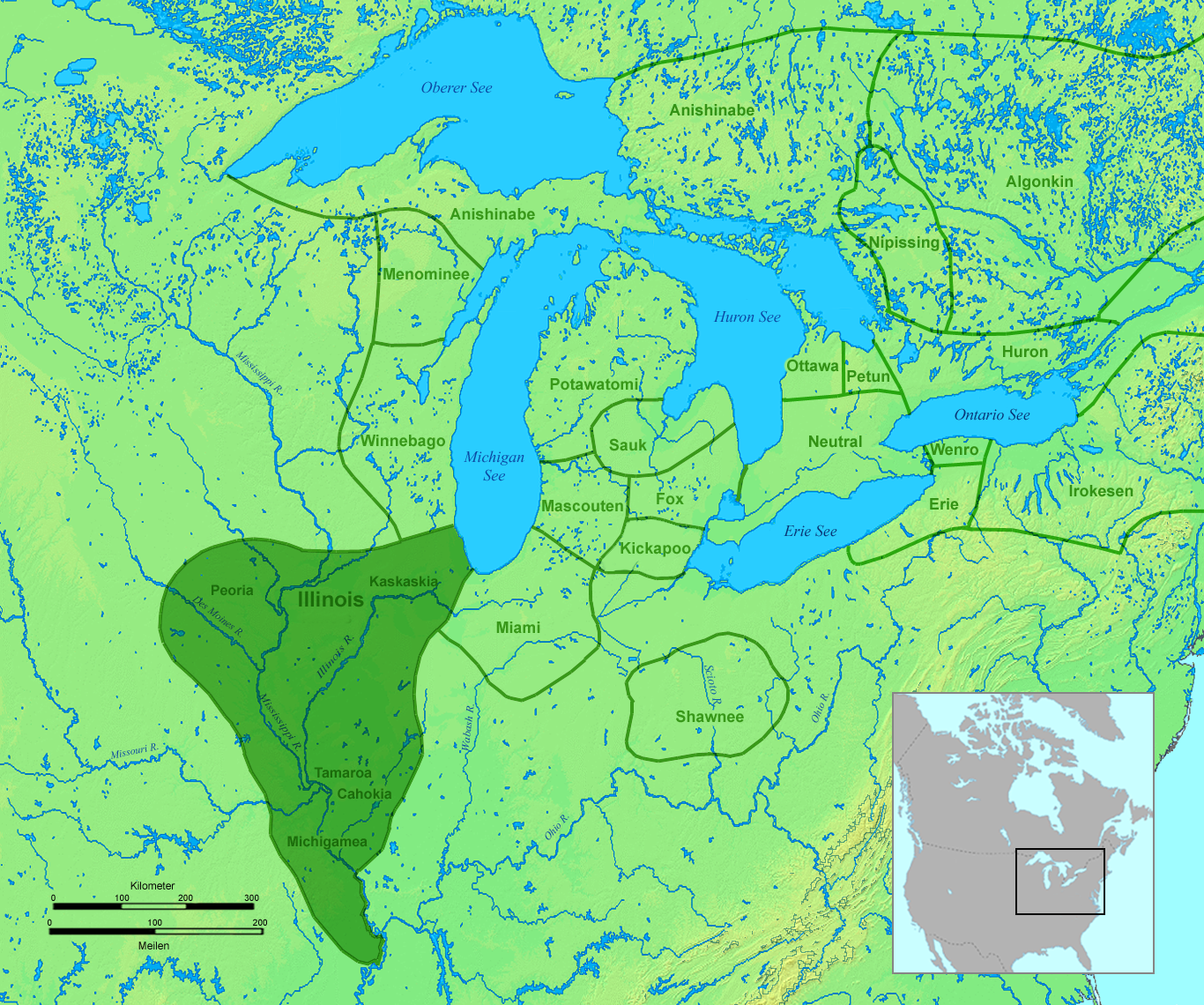
Wohn- und Jagdgebiet der Illinois vor 1700

Die Peoria gehörten zu den Illinois, einer Konföderation von rund zwölf kleinen Algonkin sprechenden Indianerstämmen, die zu Beginn des 17. Jahrhunderts über ein Gebiet verstreut waren, welches das nördliche Illinois und Teile von Missouri und Iowa umfasste. Die Peoria, einer der führenden Stämme in der Illinois-Konföderation, lebten zu dieser Zeit am Illinois River, etwa an der Stelle, an der die heutige Stadt Peoria liegt. Ihr Name in der Illinois-Sprache bedeutet sinngemäß: Einer kommt und trägt eine Last auf seinem Rücken.

## Geschichte
Im Jahr 1673 erreichten der Jesuit Jacques Marquette und der französische Entdecker Louis Jolliet als erste Europäer den Mississippi. Die Peoria waren einer von mehreren Stämmen aus der Illinois-Konföderation, die von den Entdeckern besucht wurden. Die französischen Jesuiten errichteten dort eine Mission, in der in der Folgezeit viele Stammesangehörige zum römisch-katholischen Glauben konvertierten. Um 1680 erbaute der französische Kommandeur La Salle das Fort Crèvecoeur am Peoria Lake in der Nähe des Peoria-Dorfes. Jacques Gravier, Superior der Illinois-Mission, entwickelte 1687 ein illinois-französisches Wörterbuch mit rund 20.000 Einträgen. Es heißt Dictionary of the Peoria Language, liegt in der Harvard-Universität und gilt heute als wichtiges literarisches Dokument der ausgestorbenen Illinois-Sprache.
Die Peoria wie auch die anderen Stämme der Illinois-Konföderation litten besonders im 18. Jahrhundert unter extrem schwierigen Lebensbedingungen. Die nicht endenden Kriege gegen die Irokesen im Osten und Winnebago im Norden kosteten viele Stammesangehörige das Leben. Dazu kamen Hunger und europäische Krankheiten, gegen die die Indianer keine Abwehrkräfte entwickeln konnten, und schließlich führte weit verbreiteter Alkoholismus zum Tod vieler Menschen. Es gab nur noch wenige Überlebende, als die Peoria 1763 in das nordwestliche Missouri migrierten. Im Vertrag von Louisville 1832 tauschte der Stamm sein Land gegen eine kleine Reservation am Osage River in Kansas, in der nach und nach weitere Überlebende der Illinois-Konföderation aufgenommen wurden. 1854 kamen schließlich die Reste der Kaskaskia, der Wea und Piankashaw hinzu. Sie nannten sich Confederated Peoria und zählten insgesamt 437 Stammesmitglieder, von denen lediglich fünfundfünfzig von den Peoria abstammten. Im sogenannten Omnibus Vertrag von 1867 verkauften die Confederated Peoria, inzwischen waren auch die Miami dabei, alle Ländereien in Kansas. Sie erwarben von den Quapaw ein Gebiet im nordwestlichen Indianerterritorium, das zwischen der Grenze zu Arkansas und dem Neosho River liegt.
Die Peoria akzeptierten die Aufnahme von Menschen aus anderen Kulturen in ihrem Stamm. Sie adoptierten weiße Kinder als seien sie von ihrem eigenen Stamm, heirateten Amerikaner und Angehörige anderer Stämme und hießen ehemalige schwarze Sklaven willkommen. Heute ist es nahezu aussichtslos, einen echten Nachfahren der Peoria bei ihnen zu finden. Mit Ausnahme kleiner Familiengärten zum Anbau von Squash und Mais war das Stammesland im Besitz der Gemeinde. Im späten neunzehnten Jahrhundert verpachteten sie es als Weideland an Rancher aus Texas.
Die US-Regierung übernahm eine Schule, die von den Quäkern 1870 eröffnet wurde. Der Lehrplan umfasste Englisch, Mathematik und Geschichte. Der Lese- und Schreibunterricht erfolgte ausschließlich auf Englisch. Die Kinder erhielten anglo-amerikanische Namen und durften nur noch Englisch sprechen. Ab 1896 konnten Studenten die Seneca-Indianerschule in Miami in Oklahoma besuchen. Infolge des Dawes Act und Curtis Act von 1898 versuchte die US-Regierung, das vorher vom Stamm verwaltete Land zu parzellieren. Es wurde vom Bureau of Indian Affairs (BIA) so lange treuhänderisch verwaltet, bis die Indianer gelernt hatten, es wie weiße Farmer zu bestellen. Damit sollte das Gemeinschaftsgefüge der Indianer gebrochen und diese in die amerikanische Gesellschaft integriert werden.
1956 erklärte die US-Regierung den Peoria-Stamm offiziell als aufgelöst und zog die bundesstaatliche Anerkennung zurück. Viele Stammesmitglieder erhoben Protest und klagten vor Gericht für die erneute Anerkennung als Stamm. 1978 erhielt der Peoria Indian Tribe of Oklahoma wieder die bundesstaatliche Anerkennung (federal recognition), dessen Mitglieder aus Nachfahren der Peoria, Kaskaskia, Piankashaw und Wea bestehen.
Im US-Zensus von 2000 hatte der Peoria Indian Tribe of Oklahoma 1.795 eingeschriebene Mitglieder. Zu den wirtschaftlichen Aktivitäten des Stammes zählt der Betrieb des Peoria Ridge Golf Course, der 1999 eröffnet wurde. Ein alljährlich stattfindendes Ereignis ist das Peoria Pow Wow, das auf dem Stammesgebiet östlich von Miami in Oklahoma stattfindet. Ein spezielles Komitee des Stammes startete ein Programm zur Wiederbelebung der Peoria-Sprache und weiterer kultureller Ressourcen.